# Émile Baudot
Émile Baudot (Magneux, 11 settembre 1845 – Sceaux, 28 marzo 1903) è stato un ingegnere francese.
Ideatore del codice Baudot, è stato uno dei pionieri nelle telecomunicazioni.

## Biografia
Era il figlio di Pierre Émile Baudot, che in seguito divenne sindaco di Magneux. Ricevette la sua unica istruzione formale nella scuola elementare del suo villaggio, dopo di che lavorò nella fattoria di suo padre prima di entrare nella French Post & Telegraph Administration come operatore apprendista nel 1869.
Apprese l'uso del Codice Morse e frequentò un corso di quattro mesi sul sistema di stampa del telegrafo, che più tardi lo ispirò per il proprio sistema.
Dopo aver servito brevemente durante la guerra franco-prussiana, tornò in servizio civile a Parigi nel 1872.

## Telegrafia
Baudot inventò il suo codice telegrafo nel 1870 e lo brevettò nel 1874. Era un codice a 5 bit, che ha permesso la trasmissione telegrafica dei segnali dell'alfabeto romano, di punteggiatura e di controllo. Nel 1874 o nel 1875 (varie fonti dicono entrambe le date) aveva anche perfezionato l'hardware elettromeccanico per trasmettere il suo codice. Le sue invenzioni si basavano sul meccanismo di stampa da strumento di Hughes, del distributore inventato da Bernard Meyer nel 1871, e del codice a cinque unità ideato da Carl Friedrich Gauss e Wilhelm Eduard Weber. Baudot li combinò insieme con le sue idee originali per produrre un sistema completo.

### Primo utilizzo
Il sistema Baudot è stato accettato dal French Post & Telegraph Administration nel 1875, con le prime prove in linea del suo sistema che si verificano tra Parigi e Bordeaux il 12 novembre 1877.
L'apparecchio Baudot è stato mostrato alla Paris Exposition Universelle (1878) e vinse la medaglia d'oro dell'Esposizione, oltre a esportare il suo sistema di comunicazione in tutto il mondo.

## Carriera
Dopo il primo successo del suo sistema, Baudot è stato promosso al ruolo di ispettore nel 1880, ed è stato nominato ispettore Ingegnere nel 1882.
Nel luglio del 1887 ha condotto un test di successo sul cavo telegrafico Atlantico tra Weston-super-Mare e Waterville (Nuova Scozia).
L'8 agosto 1890, ha stabilito le comunicazioni tra Parigi, Vannes e Lorient su un singolo cavo. Il 3 gennaio 1894 installò un apparato triplex sul telegrafo tra Parigi e Bordeaux che era stato precedentemente operato con qualche difficoltà sul sistema del telegrafo Hughes. Il 27 aprile 1894 ha stabilito le comunicazioni tra la Borsa di Parigi e alla Borsa di Milano, di nuovo su un singolo cavo, usando la sua nuova invenzione, il Trasmettitore. Il Post Office britannico ha adottato il sistema di Baudot nel 1897 per un circuito simplex tra Londra e Parigi.
Nel 1897 il sistema Baudot è stato migliorato con il passaggio a nastro perforato. Il Codice di Baudot fu poi standardizzato come International Telegraph Alphabet Number One.
Il sistema telegrafico Baudot è stato impiegato progressivamente in Francia, e poi è stato adottato anche in altri paesi, come l'Italia, che è stato il primo a introdurlo nel suo servizio nell'entroterra, nel 1887. Seguirono i Paesi Bassi nel 1895, in Svizzera nel 1896, l'Austria e il Brasile nel 1897. Nel 1900 è stato adottato dalla Germania, dalla Russia nel 1904, nelle Indie Britanniche nel 1905, Spagna nel 1906, in Belgio nel 1909, in Argentina nel 1912, e in Romania nel 1913.

## Morte
Baudot sposò Josephine Marie Adelaide Langrognet il 15 gennaio 1890 – la quale morì solo tre mesi dopo, il 9 aprile 1890.
Poco dopo aver iniziato il lavoro con il servizio telegrafico, Baudot ha cominciato a soffrire di disagio fisico ed era spesso assente dal lavoro per questo motivo. La sua condizione lo colpì per il resto della sua vita, fino alla morte il 28 marzo 1903, a Sceaux, Hauts-de-Seine, vicino a Parigi.

## Onorificenze

### Onorificenze straniere
Gli è stato dedicato un asteroide, 14400 Baudot.